# اکسی اینفینیتی
اکسی اینفینیتی یک بازی ویدئویی آنلاین مبتنی بر رمز غیرمثلی است که توسط استودیوی ویتنامی اسکای ماویس توسعه یافته‌است. این بازی به دلیل استفاده از ارزهای رمز پایه مبتنی بر آتریوم شناخته شده‌است.
بازیکنان اکسی اینفینیتی رمز غیرمثلی جمع‌آوری می‌کنند که نشان‌دهنده حیوانات خانگی دیجیتال الهام‌گرفته از سمندر مکزیکی هستند. این موجودات را می‌توان در بازی پرورش داد و با یکدیگر جنگید. اسکای ماویس هنگام معامله این حیوانات خانگی دیجیتال در بازار خود، ۴٫۲۵٪ کارمزد از بازیکنان دریافت می‌کند.
در سپتامبر ۲۰۲۱، اکثر بازیکنان اکسی اینفینیتی اهل فیلیپین بودند.